# User experience
User experience, UX (z ang. „doświadczenie użytkownika”) – całość wrażeń, jakich doświadcza użytkownik podczas korzystania z produktu.
Pojęcie to używane jest najczęściej w odniesieniu do oprogramowania, serwisów internetowych lub urządzeń elektronicznych. W kontekście interakcji człowiek-komputer stosowane było już w latach 70. XX wieku. Określenie user experience bywa używane wymiennie z terminem użyteczność, jednak w odróżnieniu od UX obejmuje on tylko tę część kontaktu z produktem, dotyczącą bezpośredniego korzystania z niego.
W latach 70. XX wieku okazało się, że aby ludzie mogli korzystać z komputera osobistego (PC), należy zaprojektować go tak, żeby nie odzwierciedlał logiki maszyny, tylko logikę człowieka. Powoli łączono więc dyscypliny psychologii poznawczej z inżynierią. To w latach 70. XX wieku zapoczątkowano user experience – pojawiły się wówczas pierwsze rozwiązania, które w jakiś sposób odzwierciedlały to, jak myślą i działają ludzie. W tym celu specjaliści wykonywali badania z udziałem zwykłych osób, które testowały rozwiązania związane z obsługą komputera.
Projektowanie user experience (ang. user experience design) to projektowanie produktów interaktywnych ze szczególnym zwróceniem uwagi na to, aby interakcja z nimi dostarczała użytkownikom pozytywnych doświadczeń. Produkt powinien: prezentować się w sposób atrakcyjny dla użytkownika, być funkcjonalny, ergonomiczny, użyteczny, korzystanie z niego powinno sprawiać przyjemność i dawać satysfakcję.
Aby osiągnąć swoje cele, projektanci user experience wykorzystują zazwyczaj metodykę projektowania zorientowanego na użytkownika. Projektowanie doświadczeń użytkownika z powodzeniem stosowane może być nie tylko w odniesieniu do oprogramowania, ale również do całościowej obsługi klienta w marketingu.
Jednym z narzędzi do testowania user experience są testy z użytkownikami.

## Badaniauser experience[6]
Badacze user experience UX starają się odpowiedzieć na pytania: co ludzie robią?, jak to robią?. Istotne dla procesu badawczego jest skupienie się na użytkowniku, dlatego stosuje się małe próby badawcze, bazuje się na obserwacjach, a głównym celem jest dogłębne poznanie zachowań użytkownika.
Do metod badawczych user experience zaliczą się:
- wywiad indywidualny,
- zogniskowany wywiad grupowy,
- badania kwestionariuszowe,
- case study,
- badania dzienniczkowe,
- eye tracking,
- sonda kulturowa,
- sortowanie kart.